# Stržový vrch
Stržový vrch je hora o nadmořské výšce 710 metrů, geomorfologicky spadající do celku Jizerské hory, podcelku Jizerská hornatina, okrsku Oldřichovská vrchovina a její filipecké části. Nachází se 2 km severně od Oldřichova v Hájích v okrese Liberec.

## Ochrana přírody
Stržový vrch byl i název národní přírodní rezervace evidenční číslo 418. Důvodem ochrany byly staré bučiny se smrkem na skalnatém podkladu. V roce 1999 byla zrušena začleněním do rozsáhlejší národní přírodní rezervace Jizerskohorské bučiny.